# Gandelhof (Wüstung)
Der Gandelhof ist ein abgegangener Hof auf der Gemarkung von Strümpfelbach, einem Ortsteil der Großen Kreisstadt Weinstadt im baden-württembergischen Rems-Murr-Kreis. Von der Wüstung sind keine bekannten Überreste erhalten. Ebenso ist über die Geschichte des Hofs nicht viel bekannt.

## Lage
Nach einer Theorie von Eugen Bellon könnte sich der Gandelhof östlich der Seemühle befunden haben, jenseits der Landstraße L 1201 im Bereich eines alten Hohlwegs, welcher in früheren Zeiten Hofstattweg genannt wurde. Allerdings ist die genaue Lage nicht mehr bekannt.

## Geschichte
Der Gandelhof wurde 1346 erstmals unter dem Namen Gangelhof erwähnt, war jedoch sicherlich älter. Möglicherweise geht der Name auf einen Mann mit dem germanischen Namen Gangolf oder Gandolf zurück. Dieser könnte der Gründer oder der erste Besitzer des Hofs gewesen sein. In einer Urkunde von 1347 wird der Gandelhof ebenfalls erwähnt. Aus dieser Urkunde geht hervor, dass der Gandelhof an seine Herrschaft jährlich 12 Scheffel abzuführen hatte. Nach Bellon weist diese Angabe auf einen Hof mit einer Ackerfläche von etwa 40 Morgen hin. 1424 war der Gandelhof von Henriette von Mömpelgard, Gräfin von Württemberg, an das Stift Stuttgart verliehen. Mitte des 15. Jahrhunderts war der Hof an den Ritter Jörg Nothaft zu Hohenberg verleihen. Anschließend ist der Hof abgegangen. 1499 wurden die Güter des ehemaligen Gandelhofs an Bauern aus Strümpfelbach abgegeben.